# Кая (станция метро)
«Кая» (кор. 가야역) — подземная станция Пусанского метро на Второй линии. Она представлена двумя боковыми платформами. Станция обслуживается Пусанской транспортной корпорацией. Расположена в квартале Кая-дон (Кая 1(иль)-дон) муниципального района Пусанджингу Пусана (Южная Корея). На станции установлены платформенные раздвижные двери.
Станция была открыта 30 июня 1999 года.
Открытие станции было совмещено с открытием 1-й очереди Второй линии — участка длиной 20,9 км и ещё 19 станцийː «Пуам» (220), «Университет Тонъи», «Кэгым», «Нэнджон», «Чуре», «Камджон», «Сасан», «Токпхо», «Модок», Мора, «Кунам», «Кумён», «Токчхон», «Суджон», «Хвамён», «Юлли», «Тонвон», «Кымгок» и «Хопхо» (239).
Станцией метро не связана с одноименной ж/д станцией.